# Tony Visconti
Tony Visconti, rodným jménem Anthony Edward Visconti (* 24. dubna 1944) je americký hudební producent a hudebník. Byl dlouholetým spolupracovníkem anglického zpěváka Davida Bowieho, se kterým nahrál řadu alb od Space Oddity (1969) až po Blackstar (2016). Rovněž spolupracoval s mnoha dalšími hudebníky, mezi které patří například Paul McCartney, Rick Wakeman, Morrissey, Adam Ant, Kristeen Young nebo skupiny T. Rex, Strawbs, Manic Street Preachers a Caravan. V roce 2017 získal cenu Człowiek ze Złotym Uchem.